# Herbert Henry Elvin
Herbert Henry Elvin (* 18. Juli 1874 in Eckington, Derbyshire; † 10. November 1949) war ein britischer Gewerkschafter.

## Leben und Tätigkeit
Elvin verließ die Schule mit vierzehn Jahren, um Prediger zu werden. In der Folgezeit verbrachte er sieben Jahre in Indien. Als Prediger war Elvin Gründungsmitglied der London Baptist Lay Preachers' Association. Wegen seiner Tätigkeit als Prediger wurde er siebenmal polizeilich wegen unerlaubten Auftritten unter freiem Himmel (open air preaching) gestellt und einmal zu einer Gefängnisstrafe verurteilt. Später richtete er seinen Fokus von der Predigerei auf religiöse und soziale Arbeit im Londoner East End.
1894 trat Elvin in die National Union of Clerks and Administrative Workers ein, der Interessenvereinigung für Büro- und Verwaltungsangestellten, einer der größten und einflussreichsten Gewerkschaften Großbritannien, in der mit der Zeit zu einem führenden Funktionär aufstieg. 1909 wurde er schließlich zum Generalsekretär dieser Organisation ernannt, ein Posten, den er mehr als zweiunddreißig Jahre lang bis 1941 bekleidete.
1925 wurde Elvin in den Generalrat des britischen Gewerkschaftskongresses (Trade Union Congress, TUC) gewählt, als dessen Vorsitzender er 1938 als Nachfolger von Ernest Bevin amtierte.
Elvin bewarb sich mehrmals vergeblich um einen Sitz als Abgeordneter im House of Commons, dem britischen Parlament: Bei der Parlamentswahl des Jahres 1922 kandidierte er im Wahlkreis Bath für die Labour Party, bei der Wahl von 1924 im Wahlkreis Watford und beider Wahl von 1929 im Wahlkreis Spen Valley. Stattdessen wurde er in den Bezirksrat (County Council) on Middlesex gewählt.
Von den nationalsozialistischen Polizeiorganen wurde Elvin Ende der 1930er Jahre als wichtige Zielperson eingestuft: Im Frühjahr 1940 setzte das Reichssicherheitshauptamt in Berlin ihn auf die Sonderfahndungsliste G.B., ein Verzeichnis von Personen, die im Falle einer erfolgreichen deutschen Invasion Großbritanniens durch die Sonderkommandos der SS-Einsatzgruppen mit besonderer Priorität ausfindig gemacht und verhaftet werden sollten.

## Familie
Elvin war verheiratet mit Mary Jane, geb. Dolly (1874–1962), mit der er fünf Kinder hatte.